# Bukiyō na Silent
Bukiyō na Silent (不器用なサイレント?), también conocida como Awkward Silence, es una serie de manga de comedia romántica escrita e ilustrada por Hinako Takanaga. Comenzó su serialización el 7 de septiembre de 2004 en la revista Be X Boy de la editorial Seiji Biblos, y finalizó el 7 de septiembre de 2016 con un total de seis volúmenes publicados.

## Argumento
Satoru Tōno es un introvertido estudiante de secundaria que ha estado enamorado de Keigo Tamiya, un popular jugador del equipo de béisbol de su escuela, por un largo período de tiempo. Para su gran sorpresa, Satoru es invitado por Tamiya a una cita. Pero solo hay un pequeño problema: Satoru se ve incapaz de mostrar algún tipo de emoción en su rostro y apenas habla. Naturalmente, esto causa todo tipo de malentendidos entre ambos. Satoru, quien jamás pensó que sus sentimientos por Tamiya podrían ser mutuos, se debatirá entre superar su timidez o perder su oportunidad con el chico que ama.

## Personajes
Satoru Tōno (遠野 悟 Tōno Satoru?)
Satoru es el protagonista principal de la historia. Se muestra incapaz de expresarse correctamente y su rostro no deja ver ningún tipo de emoción latente, lo que inicialmente lleva a varios malentendidos con Keigo. A pesar de que sus músculos faciales apenas se mueven, Satoru es en realidad un joven bastante expresivo, pero simplemente no sabe cómo expresarlo en palabras. También se le ve constantemente pensando sobre lo que quiere decir, pero nunca es capaz de decirlo en voz alta. A lo largo de la serie, Satoru gradualmente muestra más expresiones y su amor por Keigo se hace más grande, e incluso considera a Keigo como el único chico en su vida. También es miembro del club de arte de la escuela e ingresa al KW Art Research Institute. 
Keigo Tamiya (民也 啓吾 Tamiya Keigo?)
Es el novio de Satoru. Forma parte del equipo de béisbol de la escuela y se muestra protector hacia su pareja, mostrándose muy a la defensiva cuando creyó que Sagara, Kagame y posteriormente Sasayama estaban interesados románticamente en él. A pesar de los problemas iniciales habidos en la relación de ambos, Keigo se esfuerza por entender las pocas expresiones de Satoru y se propone a descifrar su personalidad por completo. Satoru ha dicho que Keigo es la única persona que le entiende más que nadie en el mundo.
Yūji Sagara (相良 雄二 Sagara Yūji?)
Es un amigo de la infancia de Satoru y miembro del consejo estudiantil. Siendo amigo de la infancia de Satoru, Yūji fue una de las primeras personas en entender las emociones de este último, e inicialmente intentó alejarlo de Keigo cuando se enteró de la relación entre ambos, aunque sin éxito. Debido a esto, Yūji y Keigo no se llevan muy bien. Se muestra escéptico hacia Kagame debido a su actitud relajada, pero en realidad respeta su trabajo como presidente del consejo estudiantil. Cuando Kagame le confiesa su amor, se muestra confundido y duda acerca de sus sentimientos hacia él.
Takahito Kagame (カガメ 崇人 Kagame Takahito?)
Es el presidente del consejo estudiantil. Proviene de una buena y respetada familia, a pesar de que ya no es rica. Le encanta gastar bromas y siempre se le ve rodeado de chicas, siendo increíblemente popular entre ellas. Esta fue una de la razones por la cual Yūji se mostraba inseguro hacia Kagame cuando este le confesó su amor.
Yukari Machida (町田 由佳吏 Machida Yukari?)
Es una estudiante que fue transferida a la escuela de Satoru y Tamiya. Inicialmente, Satoru creía que Yukari estaba enamorada de Tamiya e hizo todo lo posible para alejarla del club de béisbol, debido a que Yukari no podía decidirse entre entrar al club de arte o entrar al del béisbol como la representante del equipo. Del mismo modo, Tamiya creía que Yukari estaba enamorada de Satoru y quería que se uniese al club de béisbol por esa razón. Finalmente, ambos descubrieron que ya tenía novio. 
Shimon Sasayama (笹山 諮問 Sasayama Shimon?)
Es un estudiante del instituto KW Art Research Institute, lugar donde conoce a Satoru y acepta ser su tutor de arte. Tamiya sospechaba de Sasayama y creía que quería cortejar a Satoru, mostrándose naturalmente celoso cuando estaba cerca de este. Sin embargo, Sasayama en realidad se encontraba en una relación con Izumi Fujimoto, aunque sentía que a pesar de haber aceptado salir con él Izumi no compartía sus sentimientos. 
Izumi Fujimoto (藤本 泉 Fujimoto Izumi?)
Es el novio de Sasayama. Sasayama le pidió que modelase para él numerosas veces cuando aún era un estudiante, pero Izumi siempre lo rechazaba. En el día de su graduación, Sasayama le pidió que saliese con él y para gran sorpresa de este último, aceptó. 
Yuiko Tōno (遠野 悠衣子 Tōno Yuiko?)
Es la madre de Satoru. Comparte con su hijo el mismo rostro inexpresivo y es difícil saber lo que está pensando. Ha demostrado ser bastante curiosa y chismosa con los asuntos que rodean a su hijo y sus amigos, e incluso ha llegado a seguirlos hasta un parque de atracciones debido a que quería saber cómo iba la vida amorosa de Sagara. Yui descubre la relación de Satoru con Tamiya, pero no se mostró enojada por ello, sino que se enfadó por el hecho de que ambos lo hayan mantenido en secreto. 
Satoshi Tōno (遠野 聡 Tōno Satoshi?)
Es el padre de Satoru y marido de Yuiko.
Yuika Tōno (遠野 結化 Tōno Yuika?)
Es la hermana menor de Satoru. Tiene ocho años y nació dos años después de la mudanza de Satoru con Tamiya. Al igual que su madre y hermano, posee el mismo rostro inexpresivo y es difícil saber lo que siente o piensa.

## Media

### Manga
La autora del manga, Hinako Takanaga, ha comentado que no esperaba que Bukiyō na Silent fuese un proyecto que tuviese más de un volumen, debido a que originalmente fue pensado para ser solo un one-shot. Sin embargo, Takanaga se mostró agradecida hacia los fanáticos y la editorial por tener la oportunidad de continuar con este, a pesar de explicar que tuvo ciertos problemas en la realización del volumen dos precisamente por la misma razón de no haber sido pensada como una historia de larga duración.